# Apristurus atlanticus
Apristurus atlanticus – gatunek ryby chrzęstnoszkieletowej z rodziny Pentanchidae. Jedyny osobnik i zarazem holotyp został wyłowiony u wybrzeży Wysp Kanaryjskich na głębokości 1365 metrów. Mierzył około 25 centymetrów długości. Podobnie jak inne Pentanchidae, jest jajorodny. Grzbiet koloru brązowego z ciemniejszymi płetwami.